# Fraga
Pour les articles homonymes, voir Fraga (homonymie).
Fraga est une ville d'Espagne située à l'extrémité sud-est de la province de Huesca, dans la communauté autonome d'Aragon, sur la rive gauche de la Cinca. Elle est le chef-lieu de la comarque de Bajo Cinca (en catalan : Baix Cinca).

## Géographie

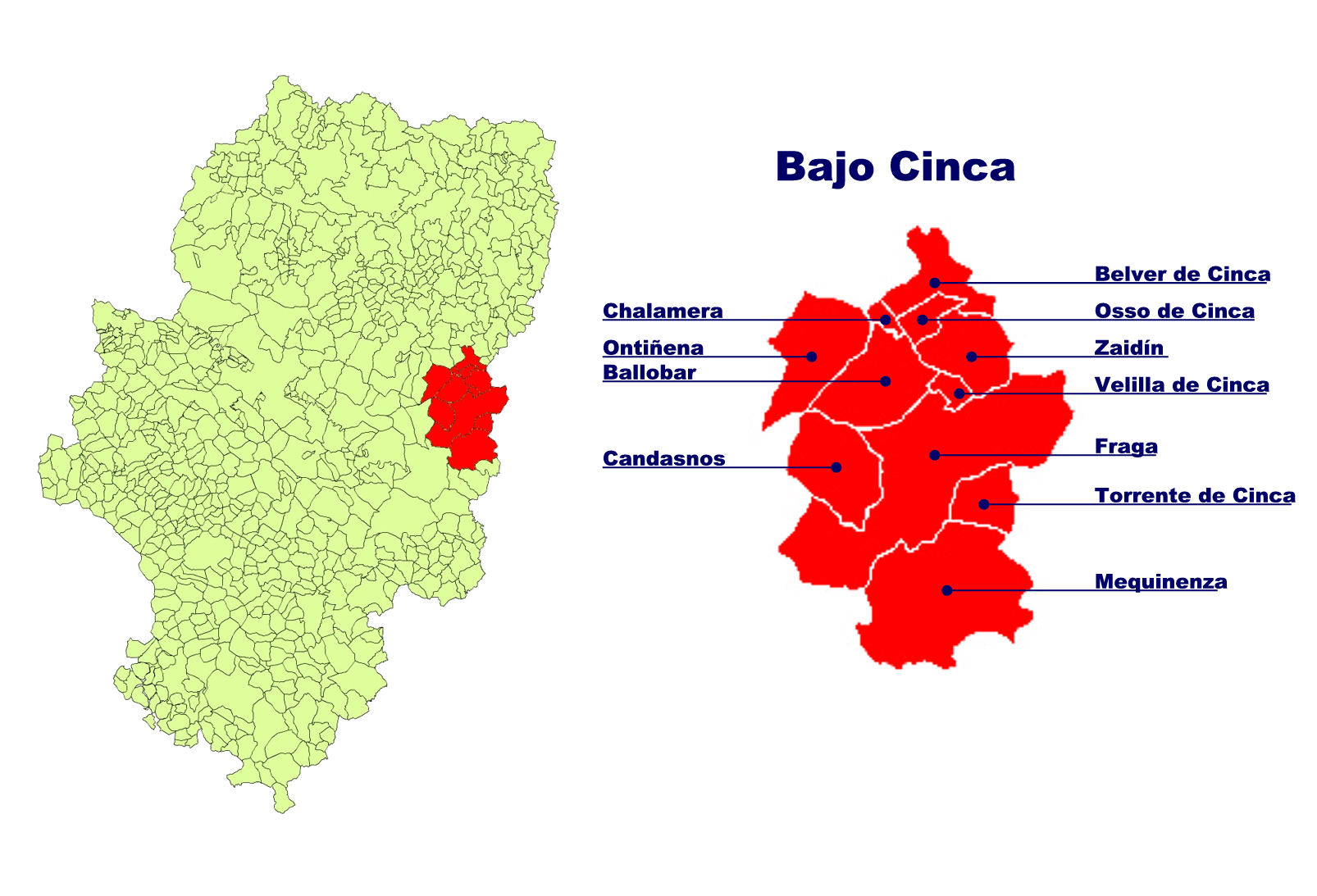
Territoire des communes en la comarque de la Bajo Cinca/Baix Cinca (zone rouge, reste de l'Aragon en vert clair).

Administrativement, la localité se trouve à l'est de l'Aragon dans la comarque de la Bajo Cinca/Baix Cinca. Fraga se trouve à 104 km de Huesca, à 115 km de Saragosse et à 25 km de Lérida.

## Histoire
Le roi d'Aragon Alphonse Ier le Batailleur  a été vaincu à proximité par les Almoravides lors de la bataille de Fraga, le 17 juillet 1134, alors qu'il assiégeait la ville. Fraga est conquise sur les musulmans par le comte Raimond-Bérenger IV de Barcelone le 24 octobre 1149.
En 1391, Jean Ier d'Aragon concède à la ville un marché, qui se tient dans la rue principale.
Fraga fut l'une des nombreuses communes espagnoles qui, durant la guerre d'Espagne, fut l'objet des expériences anarchistes. Un périodique libertaire relatait les événements par un discours devenu célèbre mentionnant la petite ville aragonaise : « Ici, s'il prend à quelqu'un la fantaisie de jeter des billets de 1 000 pesetas dans la rue, personne n'y prêtera attention. Rockfeller, si vous veniez à Fraga avec tout votre compte en banque, vous ne pourriez même pas vous payer une tasse de café. L'argent, votre serviteur et votre Dieu, a été chassé de notre ville et le peuple est heureux ! ».

## Démographie
| Variation démographique de la population entre 1991 et 2004 | Variation démographique de la population entre 1991 et 2004 | Variation démographique de la population entre 1991 et 2004 | Variation démographique de la population entre 1991 et 2004 |
| ----------------------------------------------------------- | ----------------------------------------------------------- | ----------------------------------------------------------- | ----------------------------------------------------------- |
| 2004                                                        | 2001                                                        | 1996                                                        | 1991                                                        |
| 13 035                                                      | 12 100                                                      | 11 783                                                      | 11 491                                                      |

## Patrimoine

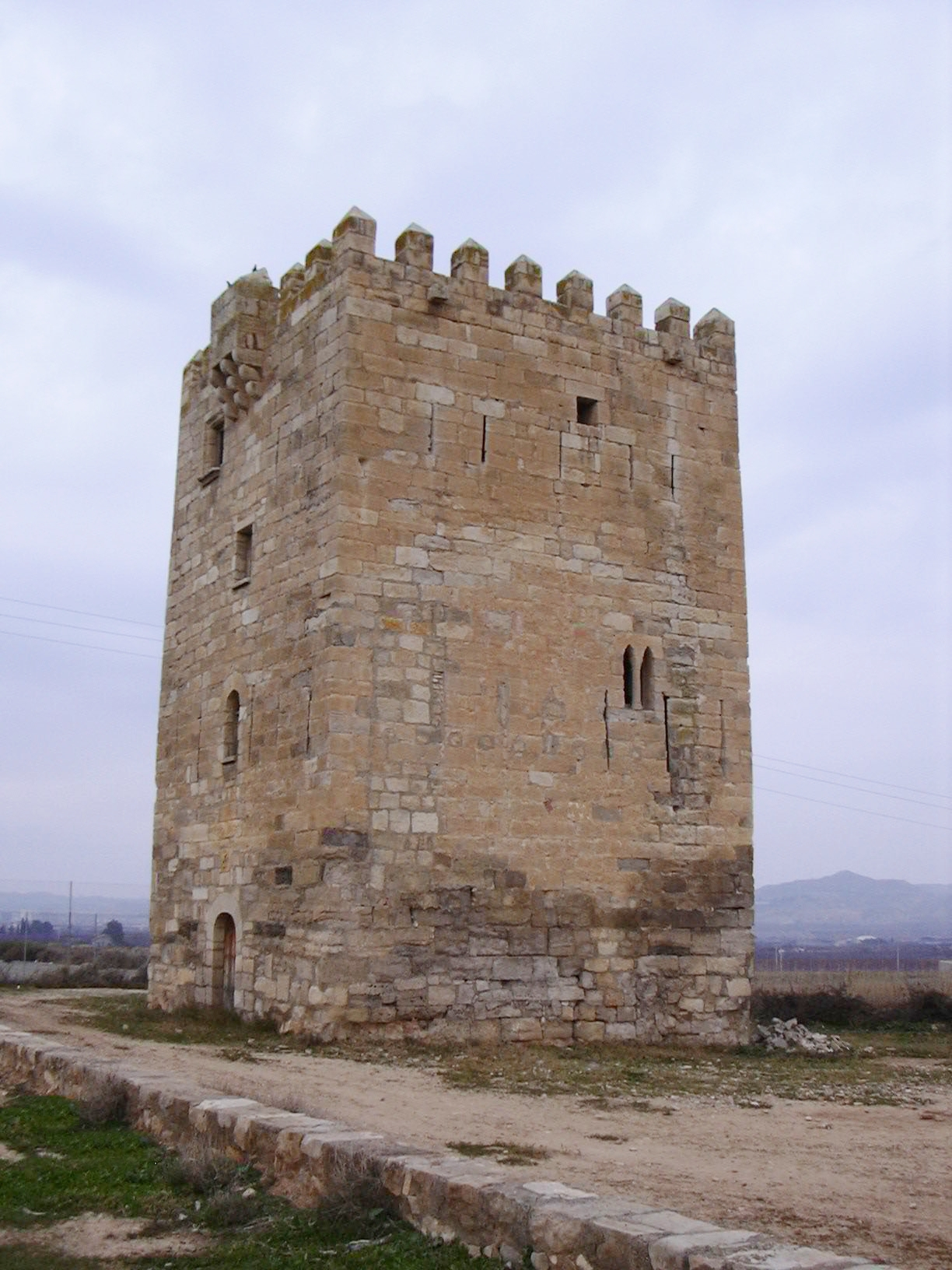
Torre dels Frares.

- Église paroissiale San Pedro
- Palacio Montcada
- Torre de los Frailes

## Site archéologique
- Villa romaine Fortunatus

## Jumelage
- Tarascon (France) depuis le 11 octobre 1986[2].
- Catarina (Nicaragua)[3].